# Epileptisches Äquivalent
Epileptische Äquivalente (von lateinisch aequus ‚gleich‘ und valere ‚gelten‘, ‚wert sein‘, ‚bedeuten‘) ist eine erstmals 1862 von dem deutschen Psychiater Friedrich Hoffmann und später u. a. von dem deutschen Psychiater Paul Samt vorgeschlagene Bezeichnung für alle (vermeintlich) epileptisch bedingten Symptome, die nicht als „Grand-mal-Anfall“ verlaufen. Noch Anfang und teilweise noch Mitte des 20. Jahrhunderts wurde der Begriff z. B. für psychomotorische Anfälle, Myoklonien bei juveniler myoklonischer Epilepsie oder für Auren bzw. fokale Anfälle benutzt, die seinerzeit noch nicht eindeutig als epileptische Anfälle erkannt wurden.
Epileptische Äquivalente galten als atypischer Ausdruck eines epileptischen Krankheitsgeschehens. Sie wurden auch als Ersatzanfälle benannt, da sie oft an Stelle eines Krampfanfalls in Kombination mit einem Dämmerzustand auftreten. Der deutsche Neuropädiater und Epileptologe Ansgar Matthes benutzte den Begriff als synonym für atypische Anfälle.
Teilweise wird der Begriff auch für epileptische Anfälle mit ungewöhnlichen Symptomen wie Kopfschmerz, Bauchschmerz oder Schwindel sowie für nichtepileptische Störungen wie Fugue, Pavor nocturnus, Somnambulismus oder Verstimmungen verwandt. Manche Autoren benutzen die Bezeichnung auch für eine krisenhafte Entwicklung funktioneller Syndrome wie z. B. vegetative Erscheinungen, Episoden von Poriomanie oder eine Alternativpsychose.
Andere, ebenso missverständliche Bezeichnungen sind: Ersatzanfälle, larvierte Anfälle oder maskierte Anfälle